# Hirogaru Sky! Pretty Cure
Hirogaru Sky! Pretty Cure (japonês: ひろがるスカイ！プリキュア, Hepburn: Hirogaru Sukai! Purikyua; lit. Céu Elevado! Bela Cura), chamado internacionalmente de Soaring Sky! Pretty Cure, é uma série de anime mahō shōjo japonês e a vigésima temporada da franquia Pretty Cure. Além disso é temporada comemorativa do vigésimo aniversário da franquia. 
O nome "Hirogaru Sky!" possui um trocadilho em seu nome, brincando com o nome "Hero Girl".
Criada por Izumi Todo e produzida pela Toei Animation. Hirogaru Sky! Pretty Cure apresenta o tema de Heroísmo e Céu.
Hirogaru Sky! Pretty Cure é dirigido por Ogawa Koji, que já trabalhou na direção de episódios e storyboard em Pretty Cure de 2010, em Heartcatch! Pretty Cure até 2014, em HappinessCharge Pretty Cure! e retorna em 2021 em Healin' Good♥Pretty Cure, fora da franquia Ogawa Koji participou como diretor em produções como: Gegege no Kitarou, World Trigger, Dragon Ball Super, Digimon Universe: Appli Monsters. Escrito por Yoshimi Narita que foi responsável por Pretty Cure! Splash Star, Yes! Pretty Cure 5, sua sequência Yes! Pretty Cure 5 GoGo e seu spin-off Kibou no Chikara: Power of Hope, além da franquia esteve presente em projetos como: Kawaii dake ja Nai Shikimori-san, Hakaba Kitarou, Karaoke Iko!, Tasogare Outfocus, Dance Dance Danseur. O Design de Personagem ficou nas mãos de Saitou Atsushi, principal animador em Sword Art Online, Aldnoah.Zero, Designer de Personagem em obras, por exemplo Love Live! Superstar!!, Shoushimin Series, Kokoro Yohou e Key Animator em K-On!, Clannad, Black Rock Shooter, entre outros trabalhos.
No fim de 2022 a temporada foi oficialmente anunciada, sucedendo Delicious Party♡Pretty Cure na programação. O primeiro episódio saiu dia 5 de Fevereiro de 2023 e o último em 28 de Janeiro de 2024. A temporada que sucedeu após seu fim é Wonderful! Pretty Cure.

## História
Uma garota chamada Sora Harewataru vai para o Reino de SkyLand no dia do aniversário da Princesa Ellee, chamada de Estrela da Manhã, pelos seus pais. No entanto um porco fantasiado se revela Kabaton, um vilão com aparência de porco, ele explode uma bomba no castelo e com a fumaça distrai o Rei e a Rainha e sequestra a princesa. Sora vendo tudo de longe decide agir e começa a ir atrás de Kabaton, ela consegue a princesa de volta, porém ele solta uma flatulência que deixa Sora distraída com o odor e quando vê, Ellee já estava nas mãos de Kabaton novamente e atravessando o portal. Sora mesmo com medo ela atravessa e flutuando em um espaço vê os dois, Kabaton se bate em um meteoro e Sora consegue resgatar Ellee, que vê um potencial mágico em Sora e se sente segura, ao passar pelo portal acreditando que voltariam pra casa elas caem na Cidade de Sorashido, ela observa o lugar estranho, latas de metal? Um quadrado estranho?
Sora conhece Mashiro Nijigaoka, que passava em frente a loja da Pretty Holic e viu as duas caírem na sua frente. Kabaton volta e Sora, mesmo tremendo, decide lutar contra o Ranborg e pede pra Mashiro fugir com Ellee, porém Kabaton as alcança e Sora mesmo sem forças consegue ir atrás. Kabaton zomba e rasga seu caderno sobre ser uma heroína, e de forma valente Sora se levanta, com sua coragem, vontade de proteger Ellee e Mashiro e reafirmando seus valores heroicos ela desperta seu Sky Mirage e ganha um Sky Tone se transforma em Cure Sky, a heroína dos céus.
Junto de Sora, Mashiro se junta como Cure Prism, Tsubasa como Cure Wing, Ageha como Cure Butterfly e por fim mais tarde Ellee como Cure Majesty. A missão delas é derrotar o império Undergu e proteger Ellee deles que querem tanto o poder que ela possui.

## Personagens

### Pretty Cures
Sora Harewataru (ソラ・ハレワタール)
Sora Harewataru é uma garota de 14 anos, que mais tarde se torna aluna do 2º ano do fundamental (chūgakkō). Quando criança Sora se perdeu em uma floresta proibida, porém ela viu Shalala a salvar e desde aquele evento decidiu se tornar uma heroína, focando em ter valores e treinar bastante. Sora é bastante atlética e corajosa, mesmo com medo ela ainda consegue avançar graças aos seus valores de heroína. Além disso Sora é muito gentil, principalmente com crianças pela experiência de ter um irmão mais novo, mas as vezes sua bondade pode lhe colocar em encrencas e armadilhas. Seu aniversário é dia 20 de Setembro. Sua cor é Azul, sendo a segunda líder da franquia, sendo primeira a Black, a ser diferente das personagens que sempre usam cor-de-rosa.
Sua frase de efeito é "É hora da heroína!" (ヒーローの出番です！, Hīrō no debandesu!)
Com o Sky Mirage e Sky Tone, Sora se torna Cure Sky, a Pretty Cure dos Céus. Seu bordão é: "O Céu Azul que alcança o Infinito! Cure Sky!" (無限にひろがる青い空！キュアスカイ！, Mugen ni Hirogaru Aoi Sora! Kyua Sukai!). Seu primeiro ataque é o Sky Punch (スカイパンチ).
Mashiro Nijigaoka (虹ヶ丘ましろ)
Mashiro Nijigaoka é uma garota de 14 anos, sendo do 2º ano do fundamental (chūgakkō). Ela é gentil e atenciosa, mas ela não tem muita confiança em si mesma e entra em pânico ao ver coisas novas acontecendo. Mashiro tem habilidades culinárias e também gosta e sabe sobre natureza. Ela mora com sua avó, Yoyo, pois seus pais trabalham no exterior, as vezes fazendo chamadas de vídeo para conversar com eles. Ageha, sua amiga de infância, usa o apelido "Mashiron" (ましろん) com ela. Por sua avó Yoyo ser originária de SkyLand, Mashiro é metade Skylândiana. Seu aniversário é no dia 16 de Julho. Sua cor é o branco.
Com o Sky Mirage e o Sky Tone, Mashiro se transforma em Cure Prism, a Pretty Cure da Luz. Seu bordão é: "Uma luz delicada que voa suavemente! Cure Prism!" (ふわりひろがる優しい光！キュアプリズム！, Fuwari Hirogaru Yasashī Hikari! Kyua Purizumu!). Seu primeiro ataque é o Prism Shot (プリズムショット), mas possui a variante Prism Shine (プリズムシャイン).
Yuunagi Tsubasa (夕凪ツバサ)
Tsubasa Yuunagi é um garoto de 14 anos. Ele possui duas aparências: Como um pássaro da Tribo Puni e de se transformar em humano, habilidade que foi trocada antigamente com a de voar. Sendo assim após um momento que aconteceu contigo e seu pai, Tsubasa tomou o interesse de aprender a voar, um dia ele se jogou de uma montanha na oportunidade de conseguir, mas ele caiu na Cidade de Sorashido e Yoyo o resgatou. Ao conhecer a aerodinâmica, tecnologia que os humanos usam para voar, ele decide ficar para pesquisar mais e saber como voar. Tsubasa sempre foi muito cuidadoso e cavalheiro quando se trata de Ellee, sempre a protegendo de qualquer perigo. Ele tem dificuldade para expressar suas emoções e não gosta de ser pressionado. Seu aniversário é no dia 21 de Maio. Sua cor tema é laranja.
Com o Sky Mirage e o Sky Tone, Tsubasa se transforma em Cure Wing, o Pretty Cure das asas. Seu bordão é: "A Coragem que se eleva pelos céus! Cure Wing!" (天高くひろがる勇気！キュアウイング！, Ten Takaku Hirogaru Yūki! Kyua Uingu!). Seu primeiro ataque é o Wing Attack (ウィングアタック).
Tsubasa é o primeiro garoto parte do elenco principal que é Cure, não sendo o primeiro da franquia por causa de Cure Infini em HUG! Pretty Cure. Porém ele é o primeiro personagem masculino a estar no elenco principal da temporada.
Hijiri Ageha (聖あげは)
Ageha Hijiri é uma adulta de 18 anos, a primeira da franquia, que sonha e faz estágio em uma creche para ser a melhor professora de creche. Ageha é amiga de infância de Mashiro, mas ainda pequena precisou se mudar por causa do novo emprego de sua mãe, além de um divórcio de seus pais o que impossibilitou de ver suas irmãs com frequência. Sua personalidade é bastante extrovertida, confiante, animada, age como uma irmã mais velha cuidando de todos e coloca o astral de todo mundo pra cima. No início Ageha é uma aliada das Pretty Cures, mas ela desperta seus poderes. Seu aniversário é dia 8 de Agosto. Sua cor tema é cor-de-rosa.
Sua frase de efeito é "Vamos Energizar" (アゲてくよ！ , Age teku yo!).
Com o Sky Mirage e o Sky Tone, Ageha se transforma em Cure Butterfly, a Pretty Cure das Borboletas. Sua frase de efeito é: "A magnífica energia que ascende! Cure Butterfly" (アゲてひろがるワンダホー！キュアバタフライ！, Agete Hirogaru Wandahō! Kyua Batafurai!). Seu primeiro ataque é o Butterfly Press (バタフライプレス).
Ellee-chan (エルちゃん)
A princesa adotiva de Skyland. Ela é um bebê misterioso chamado "Criança do Destino", que surgiu da Estrela da Manhã e foi confiada aos cuidados do Rei e da Rainha de Skyland. Seu bordão é "Eru~!" (えるぅ～！ ) . Ela chega à Cidade de Sorashido com Sora depois que Kabaton, um dos generais do Império Underg, tenta sequestrá-la. Ela pode criar Tons Celestiais para as Pretty Cures através de seu poder. Após Skearhead capturá-la e uma luta desesperada se iniciar entre as Cures e o Império, ela desperta seus verdadeiros poderes e se torna uma Pretty Cure, permitindo-lhe escapar e salvar as Cures de seu ataque. Mais tarde, é revelado que ela nasceu do poder de Elleelain como uma contramedida contra o ataque do Império Underg. Depois que Elleelain lhe dá o que resta de seu poder, ela envelhece permanentemente até se tornar uma adolescente, mas reverte para um bebê quando está com fome. Ela também ganha a habilidade de usar o ataque Magic Hour's End de Noble (マジックアワーズエンド, Majikku Awāzu Endo ) , bem como invocar uma barreira chamada Mystical Veil (ミスティックアル, Misutikkuaru Bēru ) . Após a batalha final, ela, Sora e Tsubasa retornam para Skyland, mas são capazes de retornar à Terra e visitá-la. Com o poder do Sky Tone, ela pode se transformar em Cure Majesty, a mística Pretty Cure. A cor do tema dela é roxa.

### Império Undergu/Subteregu
Imperatriz Undergu (カイゼリン・アンダーグ)
A misteriosa líder atual do Império Undergu e a antagonista secundária da série. Ela raramente fala com seus subordinados, optando por fazê-lo apenas se eles tiverem tido vários fracassos. Mais tarde, é revelado que ela é filha do falecido Imperador Undergu, que Skearhead matou antes dos eventos da série. Para se vingar dos eventos de 300 anos atrás, ela parte para confrontar as Pretty Cures; enquanto elas conseguem purificá-la, Skearhead a empala após ela ser salva. No entanto, Mashiro consegue curar seus ferimentos.
Imperador Undergu (カ イ ザ ー ・ア ン ダ ーグ)
O antigo líder do Império Undergu e falecido pai da Imperatriz Undergu. Há 300 anos, antes dos eventos da série, ele atacou Skyland, mas Cure Noble frustrou seus planos e aparentemente o matou. Na realidade, a Imperatriz Underg ficou ferida após protegê-lo do ataque de Noble. A Imperatriz Underg acredita que Cure Noble o traiu e o matou mais tarde porque Skearhead implantou falsas memórias em sua mente.
Skearhead (スキアヘッド)
O braço direito da Imperatriz Undergu e o principal antagonista da série. Ele é um homem frio e ameaçador que é difícil de ler. Ele finalmente comete suicídio em uma tentativa de matar Sky e Majesty, mas falha e desaparece em Undergu Energy enquanto lamenta que ele falhou com a Imperatriz Undergu. Mais tarde, ele é revelado ainda estar vivo e trai a Imperatriz Undergu ao empalá-la depois que ela é purificada. Ele também é revelado por ter matado o Imperador Undergu e incriminado Elleelain implantando falsas memórias na mente da Imperatriz Undergu.  Mais tarde, ele se transforma em Darkhead (ダークヘッド, Dākuheddo ), a encarnação da Undergu Energy. Durante a batalha, ele possui Sora para atacar as Curas, mas Mashiro é capaz de expulsá-lo de seu corpo. Sua verdadeira forma é Daijarg (ダイジャーグ, Daijāgu ), uma cobra gigante e monstruosa feita de pura Energia Subterrânea. As Curas conseguem derrotá-lo, fazendo-o lamentar o fato de ter manipulado inúmeras vítimas para que se voltassem umas contra as outras durante toda a sua vida antes de morrer para sempre.
Kabaton (カバトン)
O primeiro general Undergu a aparecer. Ele é barulhento que acredita que a força é tudo. Seu slogan é " Eu sou forte!". Após vários fracassos, ele se transforma em um Ranborg, mas Cure Sky o derrota. Depois que Sora o salva da ira da Imperatriz Undergu, ele decide deixar o Império Undergu e começar uma nova vida na Cidade de Sorashido. Mais tarde, ele retorna para ajudar os Cures durante o ataque da Imperatriz Undergu a Skyland.
Battamonda (バッタモンダー)
O segundo general Undergu a aparecer. Ele é um egoísta descontraído, porém de pavio curto, com antenas de gafanhoto que prefere deixar os Ranborgs lutarem por ele. Depois que os Cures o derrotam, ele mais tarde começa uma nova vida na cidade de Sorashido trabalhando como operário da construção civil e se autodenominando Monda (もんだ) . Mais tarde, ele se disfarça de Cure Pumpkin (キュアパンプキン, Kyua Panpukin ) para arruinar a reputação dos Cures, mas não tem sucesso. Ele também formou um vínculo com Mashiro antes de Skearhead forçá-lo a consumir Energia Underg para ganhar o poder de derrotar os Cures de uma vez por todas, perdendo sua alma no processo, ou morrer. No entanto, os Cures são capazes de purificá-lo. Mais tarde, ele retorna para ajudar os Cures durante o ataque da Imperatriz Undergu em Skyland.
Minoton (ミノトン)
O terceiro general Undergu a aparecer. Ele é um guerreiro semelhante a um minotauro que prefere lutar de forma justa. Após várias tentativas de derrotar os Cures, Skearhead o bane do Império Undergu como punição por seus fracassos e o transforma em um Ranborg, mas os Cures o purificam. No entanto, Skearhead o leva de volta ao Império Undergu, pois acredita que ele ainda é útil. Ele é transformado novamente em um Ranborg, mas os Cures o derrotam após obter o poder do Majestic Chroniclelon. Depois, ele parte, reconhecendo os Cures como oponentes dignos. Mais tarde, ele retorna para ajudar os Cures durante o ataque da Imperatriz Undergu a Skyland.
Ranborg (ランボーグ)
Monstro principal da temporada.

## Vozes
| Pretty Cures                   | Voz Original | Império Undergu/Subteregu | Voz Original                                |
| ------------------------------ | ------------ | ------------------------- | ------------------------------------------- |
| Sora Harewataru / Cure Sky     | Sekine Akira | Imperador Undergu         | Taketora                                    |
| Mashiro Nijigaoka / Cure Prism | Kakuma Ai    | Imperatriz Undergu        | Honda Takako (Jovem) Uchida Maaya (Criança) |
| Tsubasa Yuunagi / Cure Wing    | Murase Ayumu | Skearhead                 | Mitsuru Miyamoto                            |
| Ageha Hijiri / Cure Butterfly  | Nanase Ayaka | Kabaton                   | Mamiya Yasuhiro                             |
| Ellee / Cure Majesty           | Koga Aoi     | Battamonda                | KENN                                        |
|                                |              | Minoton                   | Keiko Sakai                                 |
| Ranborg                        | Kōichi Sōma  |                           |                                             |

## Episódios
| N° | Título Romanizado                                     | Tradução (via Crunchyroll)                                      | Data de Lançamento (Japão) |
| -- | ----------------------------------------------------- | --------------------------------------------------------------- | -------------------------- |
| 1  | Watashi ga Hīrō Gāru!? Kyua Sukai Sanjō!!             | Eu sou uma heroína?! Cure Sky ao resgate!                       | 05 de Fevereiro de 2023    |
| 2  | Hīrō ga Ouchi ni Yattekita!?                          | Uma heroína na minha casa?!                                     | 12 de Fevereiro de 2023    |
| 3  | Shikushiku Hōmushikku! Nakanaide Eru-Chan!            | Que saudade da minha casinha! Não chore, Ellee!                 | 19 de Fevereiro de 2023    |
| 4  | Watashi mo Hīrō Gāru! Kyua Purizumu Tōjō!!            | Eu também sou uma heroína! O surgimento da Cure Prism!          | 26 de Fevereiro de 2023    |
| 5  | Te to Te wo Tsunaide! Watashitachi no Atarashī Waza!  | Segure a minha mão! O nosso novo ataque!                        | 05 de Março de 2023        |
| 6  | Tsutaete! Sora no Hontō no Kimochi                    | Me diga tudo! Os verdadeiros sentimentos de Sora                | 12 de Março de 2023        |
| 7  | Dokidoki! Tenkōsei wa Hīrō Gāru!!                     | Que emoção! A estudante transferida é uma heroína!!             | 19 de Março de 2023        |
| 8  | Tobenai Tori to, Fushigi na Shōnen                    | O passarinho que não voa e o garoto misterioso                  | 26 de Março de 2023        |
| 9  | Yūki no Tsubasa, Tobe Kyua Wingu!!                    | As asas da coragem! Voe, Cure Wing!                             | 02 de Abril de 2023        |
| 10 | Mumumu! Omoide no Ryōri tte Don'na Aji!?              | Yum! Qual é o sabor de casa?!                                   | 09 de Abril de 2023        |
| 11 | Kimazui Futari!? Tsubasa to Ageha                     | Tsubasa e Ageha, uma dupla problemática?!                       | 16 de Abril de 2023        |
| 12 | TUEEE! Kyua Sukai Tai Kabaton                         | Fortões! Cure Sky vs. Kabaton!                                  | 27 de Abril de 2023        |
| 13 | Todokete! Hajimete no Okurimono                       | Receba o nosso primeiro presente!                               | 03 de Maio de 2023         |
| 14 | Sukai Rando e! Akogare no Ano Hito to no Saikai       | Para Skyland! Reencontro com a pessoa que admiro!               | 07 de Maio de 2023         |
| 15 | Chōkyodai Ranbōgu Dai Bakuhatsu!? Mamore Sukai Rando! | Uma mega explosão de Ranborg?! Protejam Skyland!                | 14 de Maio de 2023         |
| 16 | Erutarou Ichiza no Oni Taiji                          | O grupo da Elleetarou derrota o ogro!                           | 21 de Maio de 2023         |
| 17 | Watase Saikō no Baton! Mashiro Honki no Rirē          | A grande passada de bastão! A intensa corrida de Mashiro!       | 28 de Maio de 2023         |
| 18 | Ageage! Saikyō no Hoikushi Kyua Batafurai!!           | Energia total! A incrível professora de creche, Cure Butterfly! | 04 de Junho de 2023        |
| 19 | Ageha to Tsubasa, Karafuru ni Ageteko!                | Ageha e Tsubasa, a energia colorida!                            | 11 de Junho de 2023        |
| 20 | Mashiro no Yume Saisho no Ippo                        | O primeiro passo rumo ao sonho de Mashiro                       | 18 de Junho de 2023        |
| 21 | Hirogare! Chishiki no Tsubasa                         | Voe! As asas do conhecimento                                    | 25 de Junho de 2023        |
| 22 | Battamondā Saigo no Hisaku!                           | O plano final de Battamonda!                                    | 02 de Julho de 2023        |
| 23 | Kudaketa Yume to, Yomigaeru Chikara                   | Sonhos despedaçados e o renascimento da força!                  | 09 de Julho de 2023        |
| 24 | Kagayaku Ichiban Boshi☆ Eru-chan no Himitsu           | Brilhe, Estrela da Manhã! O segredo de Ellee                    | 16 de Julho de 2023        |
| 25 | Wakuwaku! Purinsesu, Dōbutsuen ni Iku!                | Diversão! A ida da Princesa ao zoológico!                       | 23 de Julho de 2023        |
| 26 | Teiku Ofu! Hikōki de Tsunagaru Omoi                   | Decolar! Memórias conectadas aos aviões                         | 30 de Julho de 2023        |
| 27 | Mirā Paddo de Wakuwaku Ressun!?                       | Uma lição empolgante no Espelho Pad?!                           | 06 de Agosto de 2023       |
| 28 | Ageha no Ageage Fasshon Shō                           | O empolgante desfile de moda da Ageha!                          | 13 de Agosto de 2023       |
| 29 | Sora to, Wasurerareta Nuigurumi                       | Sora e a pelúcia desaparecida!                                  | 20 de Agosto de 2023       |
| 30 | Hirogaru Umi! Bīchi Paradaisu!                        | O alto mar! Beach Paradise                                      | 27 de Agosto de 2023       |
| 31 | Aratana Kyōi! Eru-chan wo Torimodose!                 | Uma nova ameaça! Resgatem a Ellee!                              | 03 de Setembro de 2023     |
| 32 | Dai Henshin! Kyua Majesuti!!                          | A grande transformação! Cure Majesty!                           | 10 de Setembro de 2023     |
| 33 | Kyūkyoku no Chikara! Majesuti Kurunikurun             | O Grande Poder! Majestic Chroniclon!                            | 17 de Setembro de 2023     |
| 34 | Monmon! Mashiro to Kaette Kita Aitsu                  | Mon-mon! Mashiro e o retorno dele!                              | 24 de Setembro de 2023     |
| 35 | Suketto Sora! Ēsu to Hīrō                             | Sora salva o dia! Ás e heroína!                                 | 01 de Outubro de 2023      |
| 36 | Ageha, Saikyō no Hoikushi Shikkaku!?                  | Ageha não consegue ser uma incrível professora de creche?!      | 08 de Outubro de 2023      |
| 37 | Futari wa Nakayoshi♡ Omoide no Ki!                    | As duas amigas! A árvore das memórias!                          | 15 de Outubro de 2023      |
| 38 | Ōzora wo Sukue! Ukishima no Himitsu                   | Salvem o céu! O segredo da Ilha Flutuante                       | 22 de Outubro de 2023      |
| 39 | Dai Majo Yoyo to Harowin Pātī!                        | A grande bruxa Yoyo e a festa de Halloween!                     | 29 de Outubro de 2023      |
| 40 | Nakayochi♡ Eru-Chan Kekkonshiki☆                      | Miguxos! O casamento da Ellee!                                  | 12 de Novembro de 2023     |
| 41 | Mashiro to Monda no Aki Monogatari                    | A história de outono de Mashiro e Monda!                        | 19 de Novembro de 2023     |
| 42 | Mayoi wo Koete Mijuku na Hīrō!                        | Nunca hesite, heroína tola!                                     | 26 de Novembro de 2023     |
| 43 | Purizumu Shain! Kokoro wo Terashite!                  | Prism Shine! Ilumine seu coração!                               | 03 de Dezembro de 2023     |
| 44 | Ōkina Purinsesu to Densetsu no Purikyua               | Uma princesa adulta e uma Precure lendária                      | 10 de Dezembro de 2023     |
| 45 | Andāgu Teikoku no Yasashī Shōjo                       | A menina gentil do Império Subteregu                            | 17 de Dezembro de 2023     |
| 46 | Hīrō-tachi no Kurisumasu                              | O Natal das heroínas!                                           | 24 de Dezembro de 2023     |
| 47 | Sayonara Ichiban Boshi! Purinsesu no Mezame!          | Adeus, Estrela da Manhã! O despertar da princesa!               | 07 de Janeiro de 2024      |
| 48 | Mamore Hīrō! Min'na no Machi!                         | Heróis, protejam a cidade de todos!                             | 14 de Janeiro de 2024      |
| 49 | Kyua Sukai to Saikyō no Chikara                       | Cure Sky e o poder mais forte                                   | 21 de Janeiro de 2024      |
| 50 | Mugen ni Hirogaru! Watashitachi no Sekai!             | Voando pelo infinito! O nosso mundo!                            | 28 de Janeiro de 2024      |

## Filmes
As protagonistas da série protagonizaram o filme comemorativo de 20 anos Precure All Stars F (映画プリキュアオールスターズF , Eiga Purikyua Ōru Sutāzu F), que conta com todas as personagens existentes até o time atual. No entanto, o foco acaba sendo nas temporadas mais recentes, de Healin'Good Pretty Cure até Hirogaru Sky! Pretty Cure, com algumas participações honrosas a Pretty Cures marcantes de outras temporadas, como Cure Flora, Cure Milky, Cure Macaron, Cure Felice, Cure Ange, entre outras. Além disso o filme traz cures que vieram de filmes ou momentos únicos, como Cure Echo, Cure Infini, Candy (Que adotou o nome de Cure Hope), Cure Mofurun, entre as diversas personagens que apareceram.